# Melampyrum arvense
Melampyrum arvense là loài thực vật có hoa thuộc họ Cỏ chổi. Loài này được L. mô tả khoa học đầu tiên.

## Hình ảnh

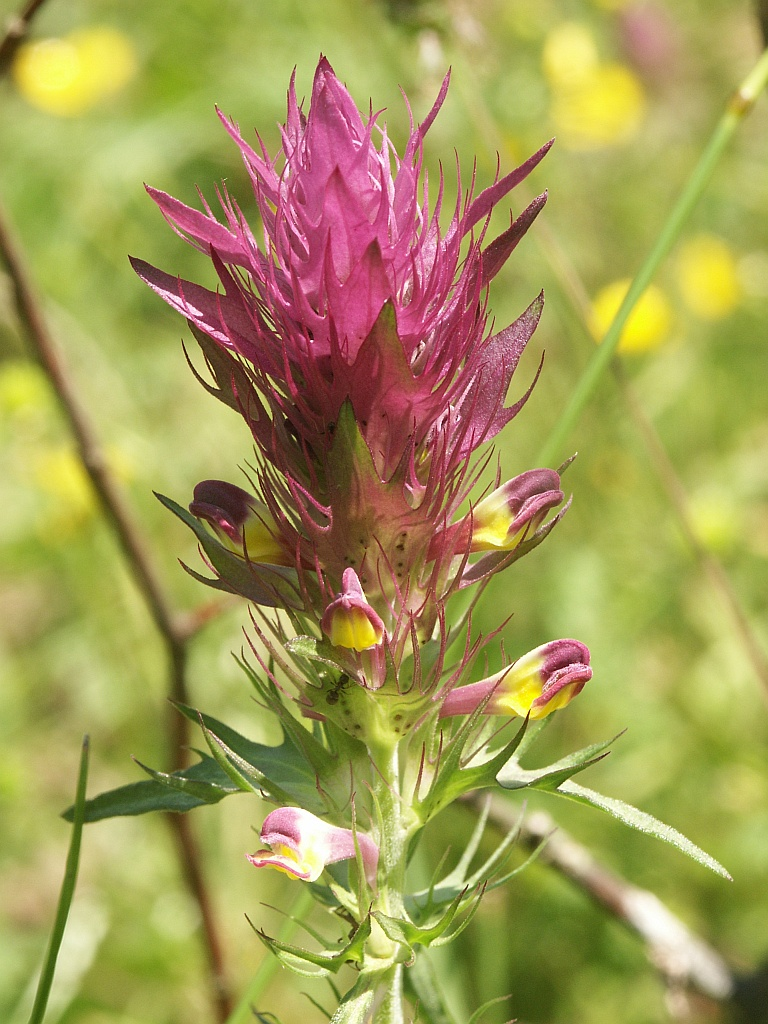
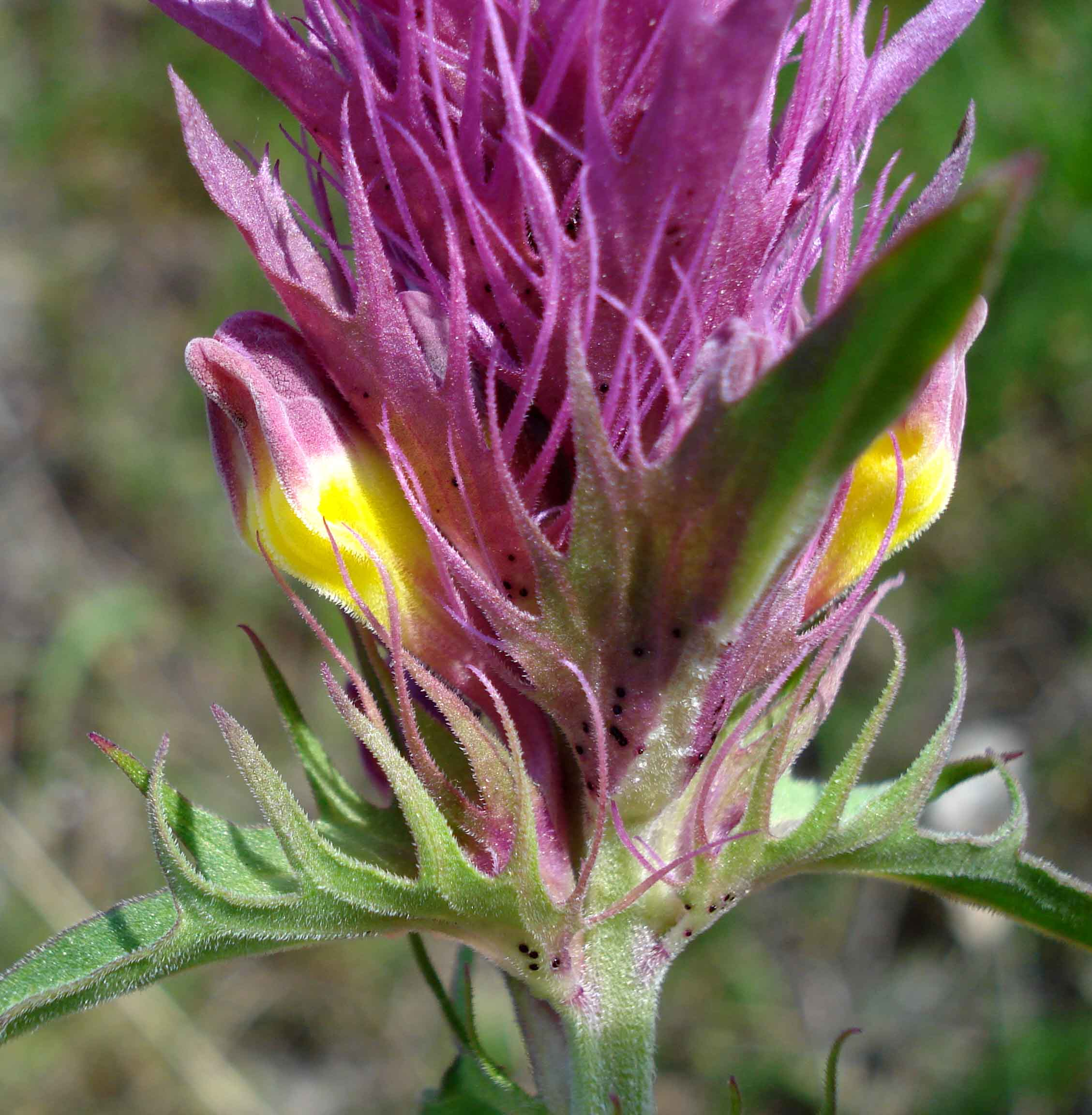
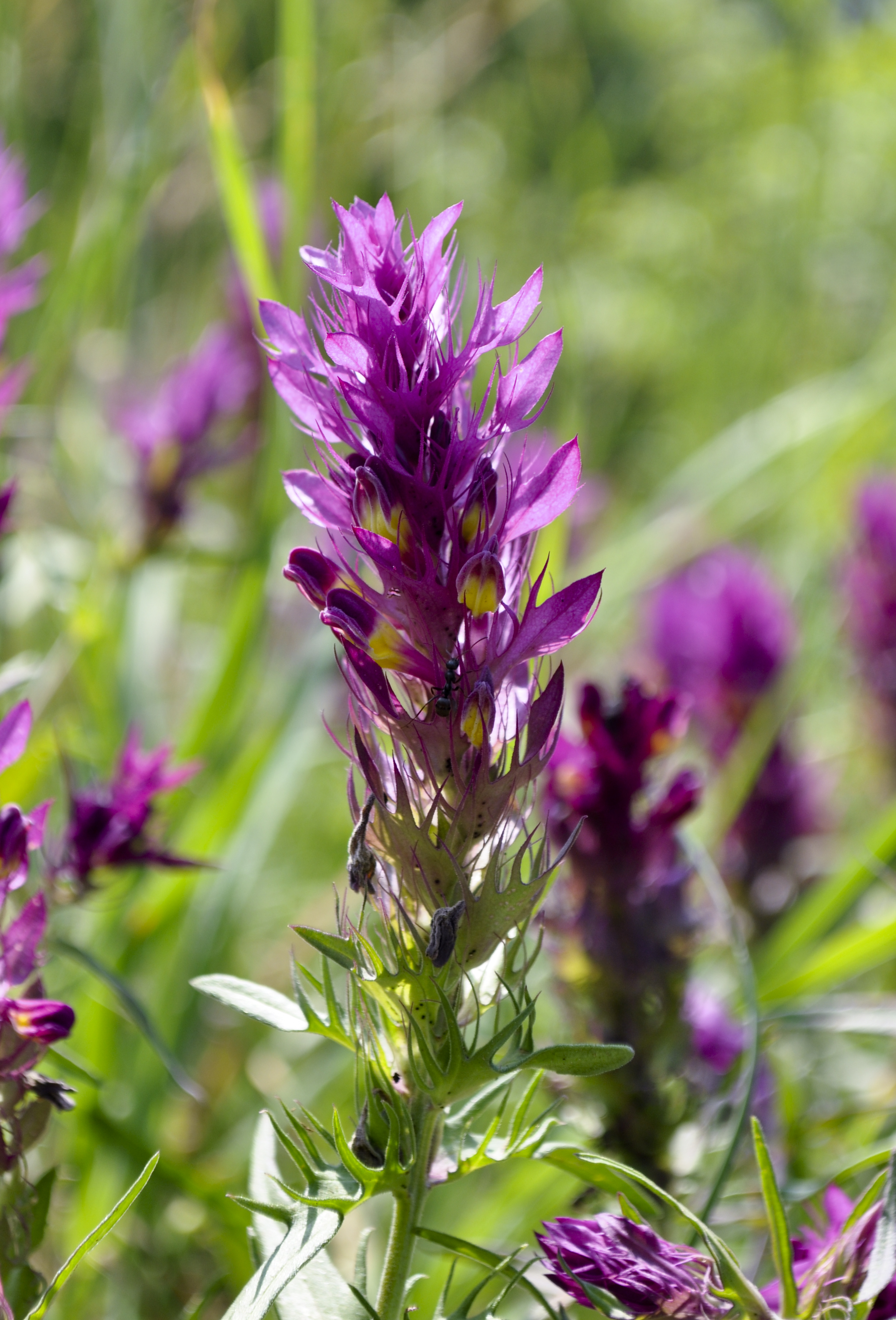
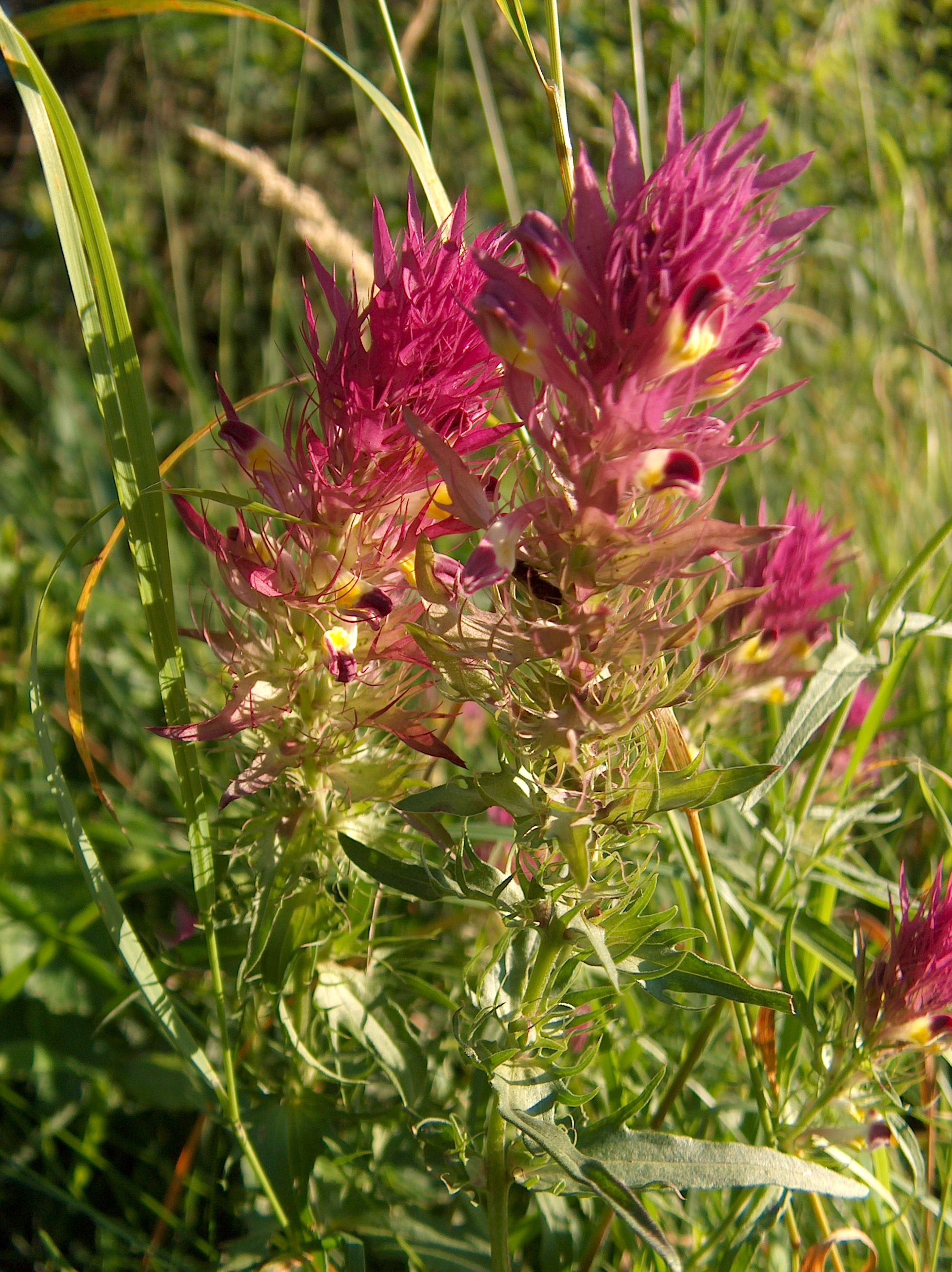